# Brasilionata arborense
Brasilionata arborense là một loài nhện trong họ Mysmenidae. Chúng được Jörg Wunderlich miêu tả năm 1995.